# Nicolò Malermi
Nicolò Malermi (también Malerba o Manerba; Venecia, 1422-ibid., 1481) fue un monje veneciano, perteneciente a la Orden de la Camáldula, estudioso de la Biblia, autor de la que se considera la primera traducción italiana impresa de la Biblia, la llamada Biblia de Malermi (1471).

## Biografía
Nació en Venecia alrededor de 1422. Entró a formar parte de la Orden de la Camáldula cuando tenía unos 48 años (c. 1470). En 1480 fue nombrado abad en el monasterio camaldulense de San Michele di Lemo, situado cerca de Parenzo, en Istria. Al año siguiente se convirtió en el superior de San Mattia en Murano. Escribió una Historia (hoy perdida) del monasterio de Murano y, en italiano, Vita di tutti i Santi (Vida de todos los Santos), publicada en Venecia en 1475 (algunas biografías fueron obra del mismo Malermi, otras fueron compuestas en colaboración con el florentino Girolamo Squarciafico).
El trabajo más importante de Malermi es su traducción de la Biblia (Venecia, 1471), la primera traducción impresa al italiano, hecha sobre la base del texto en latín y publicada por el tipógrafo Vindelino de Espira. Malermi hizo un amplio uso de las traducciones anteriores del siglo XIV que se adaptaron estilísticamente, aunque a menudo a expensas de la calidad literaria de la obra. La obra tuvo un gran éxito y, como el papa Pablo IV prohibió en 1559 toda nueva traducción al vernáculo, permaneció durante dos siglos como la única edición católica autorizada de la Biblia en italiano, hasta la publicación a finales del siglo XVIII del arzobispo de Florencia Antonio Martini.
Murió en Venecia en 1481. Uno de sus retratos del siglo XVIII puede verse en la Biblioteca Classense de Rávena y muestra a Malermi con la muceta blanca típica de los camaldulenses.